# Christian Schneegaß

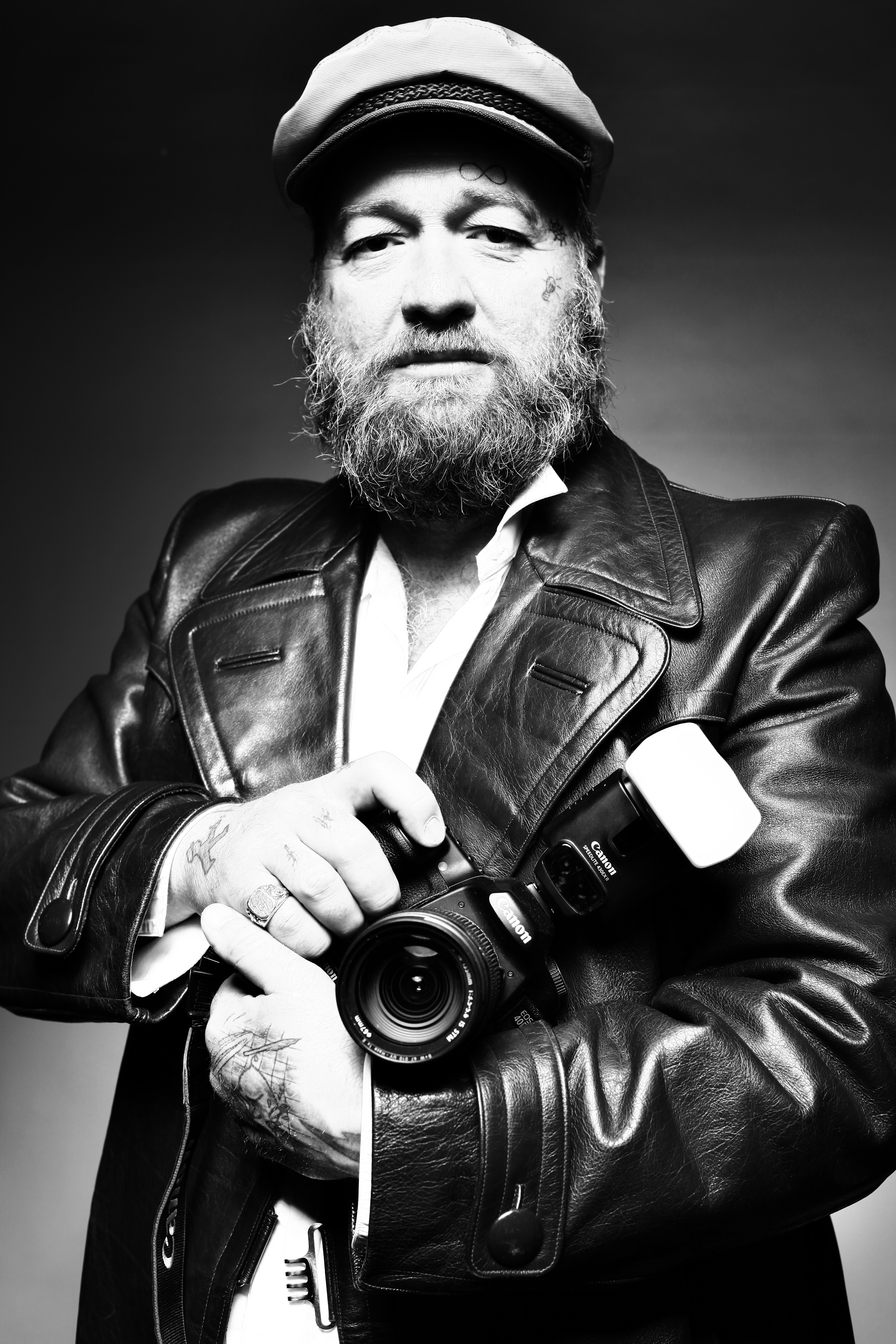
Christian Schneegaß 2023

Christian Schneegaß (* November 1966 in Duisburg) ist ein deutscher Fotokünstler und Herausgeber der illustrierten Zeitschrift Berlin – Menschen Kultur Fotografie.

## Leben
Christian Schneegaß besuchte die Bronkhorst-Schule im  Duisburger Stadtbezirk Meiderich und begann bereits als Schüler zu fotografieren. Jedoch musste er zunächst eine Ausbildung zum Metzger absolvieren; weiterhin beschäftigte er sich autodidaktisch mit Porträt-, Akt- und Modefotografie.
Nach acht Jahren als stellvertretender Betriebsleiter des gehobenen Bielefelder Restaurants The Bernstein wechselte Schneegaß nach Berlin und arbeitete ab 2010 als Betriebsleiter des Wiener Beisl, einem Szene-Restaurant an der Kantstraße, das wie der Tagesspiegel schreibt: „einst der Paris Bar als Überlaufgefäß diente.“ Zugleich erkundete Schneegaß die Kulturmetropole fotografisch und präsentierte in dem Restaurant wechselnde Bildstrecken seiner Modefotos.
Ab 2017 fotografierte Christan Schneegaß für die Berlin-Reihe des Magazins feine adressen - finest in Restaurants, Galerien, Museen, auf VIP-Events und in entsprechenden Friseur- und Kosmetik-Salons. Sein Porträt von René Koch wurde für den Buchumschlag der Autobiografie Abgeschminkt veröffentlicht: „Er hat ein großartiges Foto von mir gemacht, also: Er kann was“, so der international renommierte Visagist. Akt- und Halbaktaufnahmen entstanden zunächst in Schneegaß’ Studio in Berlin-Westend, zunehmend aber in Hotels wie dem ehemaligen Stammhaus der Hotelkette Kempinski am Kurfürstendamm und gerade noch rechtzeitig vor der Schließung im Hotel Bogota: Christian Schneegaß fordert die Models auf, Teppiche staubzusaugen, in den mächtigen Wäschetrockner zu klettern, die Stiege hinauf zum Dachstuhl zu schleichen. Kurz darauf wurde das an Geschichten reiche Baudenkmal saniert und bis 2016 in ein Büro- und Geschäftshaus umgebaut.
Zur Vernissage der Fotoausstellung Bogota and more, 31. Oktober 2014 in der Galerie der Tuxedo Bar, stellte die Kunsthistorikerin Greta Bruns in ihrer Eröffnungsrede fest: „Als letzter Fotograf lichtet Christian Schneegaß die weiblichen Modelle in den Zimmern des Hotels, im Salon, im Wäschewagen oder an der Treppe zu Yvas ehemaligen Atelier ab. So sind seine Fotografien Hommage und Dokumentation zugleich.“ Damit verwies Bruns auf den ersten Ausbildungsplatz Helmut Newtons, seine Assistenzzeit bei der Fotografin Else Ernestine Neuländer-Simon. Zugleich erinnern die Besucher die Zwangsschließung ihres Fotoateliers durch die NS-Diktatur im Jahr 1938; die Deportation von Yva am 13. Juni 1942 aus Berlin über Lublin, sehr wahrscheinlich direkt in das Vernichtungslager Sobibor.

## Wirken
Bereits in seiner Zeit im Wiener Beisl begann Christian Schneegaß, mit unterschiedlichen Formen der Präsentation zu experimentieren. Er verfasste kurze Geschichten über die von ihm fotografierten Berliner. „Oft sind sie sogar woanders geboren und gelten trotzdem als Berliner Originale. Sie haben sich über die Jahre im Hauptstadtdschungel assimiliert und etabliert.“ Damit entstanden Rückblicke über Jahre, zu den frühen Models aus Nordrhein-Westfalen sogar über Jahrzehnte hinweg. Drucke davon erscheinen als Schwarzweiß Postkarten, A4-Kartonagen und in A5-Heften. Entgegen der Präsentation fotografischer Bildstrecken in Audio-Slideshows und Onlinemagazinen rückte Schneegaß die Haptik in den Vordergrund, das klassisch Analoge in Händen der Betrachter.
Deutlich wird dies in seiner illustrierten Zeitschrift: Seit 2018 ist Christian Schneegaß alleiniger Herausgeber von Berlin – Menschen Mode Fotografie, inzwischen Berlin – Menschen Kultur Fotografie. In der digitalen und farbigen Ära wirken die vierteljährlich erscheinenden Ausgaben wie aus einer anderen Zeit. Auch ist die Suche darin etwas sperrig: keine Seitenzahlen, nur ein Vorne, Mitte, Hinten. Doch bewusst erinnert Schneegaß damit an jene Printmedien, in denen das Stöbern, das zufällige Stolpern in Inhalte ebenso spannend war, wie den gesuchten Artikel unmittelbar zu finden.
Die ersten Titelgeschichten handelten vom Fotomodel Claudia Schiffer, der zweifachen Boxweltmeisterin Ikram Kerwat, dem Schauspieler Uwe Bohm und dem Clown Peter Shub. Die 8. Ausgabe erschien am 31. Oktober 2020, dem 100. Geburtstag von Helmut Neustädter und war dem als Helmut Newton bekannten Fotografen gewidmet. In Hintergrundinterviews werden Menschen aus der Szene mit Wohnsitz in Berlin, auch Potsdam vorgestellt: u. a. der US-amerikanische Architekturhistoriker und Publizist Michael S. Cullen, die Komponistin und Sängerin Pat Appleton, der Eventgastronom Hans-Peter Wodarz, sowie Künstler und Menschen aus dem Kulturbetrieb wie der Cartoonist Lo Graf von Blickensdorf.
Seit Ende der COVID-19-Pandemie ist in der Unterzeile des Zeitschriftentitels der Begriff Mode zu Kultur geändert. Ab 2022, Ausgabe 13 und u. a. mit der Schauspielerin Sarah Hannemann, der Malerin Christine Jackob-Marks, lautet der Titel: Berlin – Menschen Kultur Fotografie. 
Christian Schneegaß wohnt im Kreuzberger Kiez und arbeitet vor allem in Berlin. Unter dem Kürzel CS Photo Artist stellt er einige seiner Porträts der Wikipedia zur Verfügung.

## Ausstellungen, Events (Auswahl)
- 2012–2016: Modefotos aus Berlin (im Wechsel unserer Zeit), Wiener Beisl, Berlin
- 2014: Bogota and more, Galerie der Tuxedo Bar, Berlin
- 2017: Not Just a Pretty Face, Showroom Dinnebier, Berlin
- 2018: Berlin – Menschen Mode Fotografie, Palladium, Berlin
- 2022: Es ist dunkel, es ist schmutzig, es ist Berlin, Baustellenausstellung Mehringdamm 36, Berlin